# 塔季扬娜·尼古拉耶娃
塔季扬娜·彼得罗夫娜·尼古拉耶娃（羅馬化：Tat'jana Petrovna Nikolaeva；1924年5月4日—1993年11月22日）是来自苏联境内俄罗斯的钢琴家、作曲家及教师。

## 生平
塔季扬娜·尼古拉耶娃于1924年5月4日出生于布良斯克州的别日察（今属布良斯克市）。其母是专业钢琴家，在莫斯科音乐学院从学于著名教育家亚历山大·哥登怀瑟；其父是业余小提琴家与大提琴家。1950年，为纪念巴赫之逝世二百周年，德国莱比锡举办了首届国际约翰·塞巴斯蒂安·巴赫大赛，尼古拉耶娃于中获一等奖。当时德米特里·肖斯塔科维奇在评审组中，后为她撰写了一套《二十四首前奏曲与赋格》并题献给她——此曲集一直是她钢琴曲目的重要组成部分。尼古拉耶娃还录制过自己版本的普罗科菲耶夫《彼得和狼》的录音。
尼古拉耶娃曾担任国际柴可夫斯基比赛和利兹钢琴比赛等国际比赛的评审委员。她并是尼科莱·卢甘斯基的老师，在去世前不久，她还称卢甘斯基为一代代伟大的俄罗斯钢琴家中之“下一个”。她还教过希夫·安德拉斯，是她在魏玛的弗朗茨·李斯特音乐学院任教暑期课程时的学生。 另外她也曾数次在科隆和莫斯科教过迈克尔·科斯蒂克。一次她在旧金山赫伯斯特剧院表演肖斯塔科维奇为其创作套曲中的一首赋格，其间突发脑溢血，于1993年11月22日在旧金山去世。
正如詹姆士·坎贝尔·梅图恩在讣告中所言：“然而，除了肖斯塔科维奇，塔季扬娜·尼古拉耶娃也将作为巴赫的演奏者为人所记忆，她将对风格的考虑抛到天边，并且以不可抑制的音乐智慧以及对她选择的乐器长处的了解来演奏巴赫的音乐。” 

## 部分演奏曲目
- 前奏曲，作品号34（肖斯塔科维奇）[8]

## 作曲作品
- 小提琴协奏曲（1972年）[9]
- 交响曲（1955年；1958年修订）[10]
- 24首音乐会练习曲，作品号13（1951年-1953年）[11]
- 钢琴五重奏（1947年）